# 馬瀬村立総島中学校
馬瀬村立総島中学校（まぜそんりつ そうじまちゅうがっこう）は、かつて岐阜県益田郡馬瀬村（現・下呂市）にあった公立中学校。

## 概要
- 総島小学校に併設されていた。1983年中切中学校と統合し、馬瀬中学校の新設により廃校。
- 校舎は総島小学校の施設に転用された。総島小学校が1987年に移転後、跡地は馬瀬栃尾ふれあいの広場となっている。

## 沿革
- 1947年（昭和22年）4月 - 馬瀬村立総島中学校として開校。校舎は総島小学校の校舎の一部を使用。
- 1948年（昭和23年）9月3日 - 中学校の独立校舎（木造2階建）が完成。
- 1983年（昭和58年）
  - 3月18日 - 閉校式を行う。
  - 3月31日 - 廃校。